# HMS Prince of Wales (R09)
Pour les autres navires du même nom, voir HMS Prince of Wales.

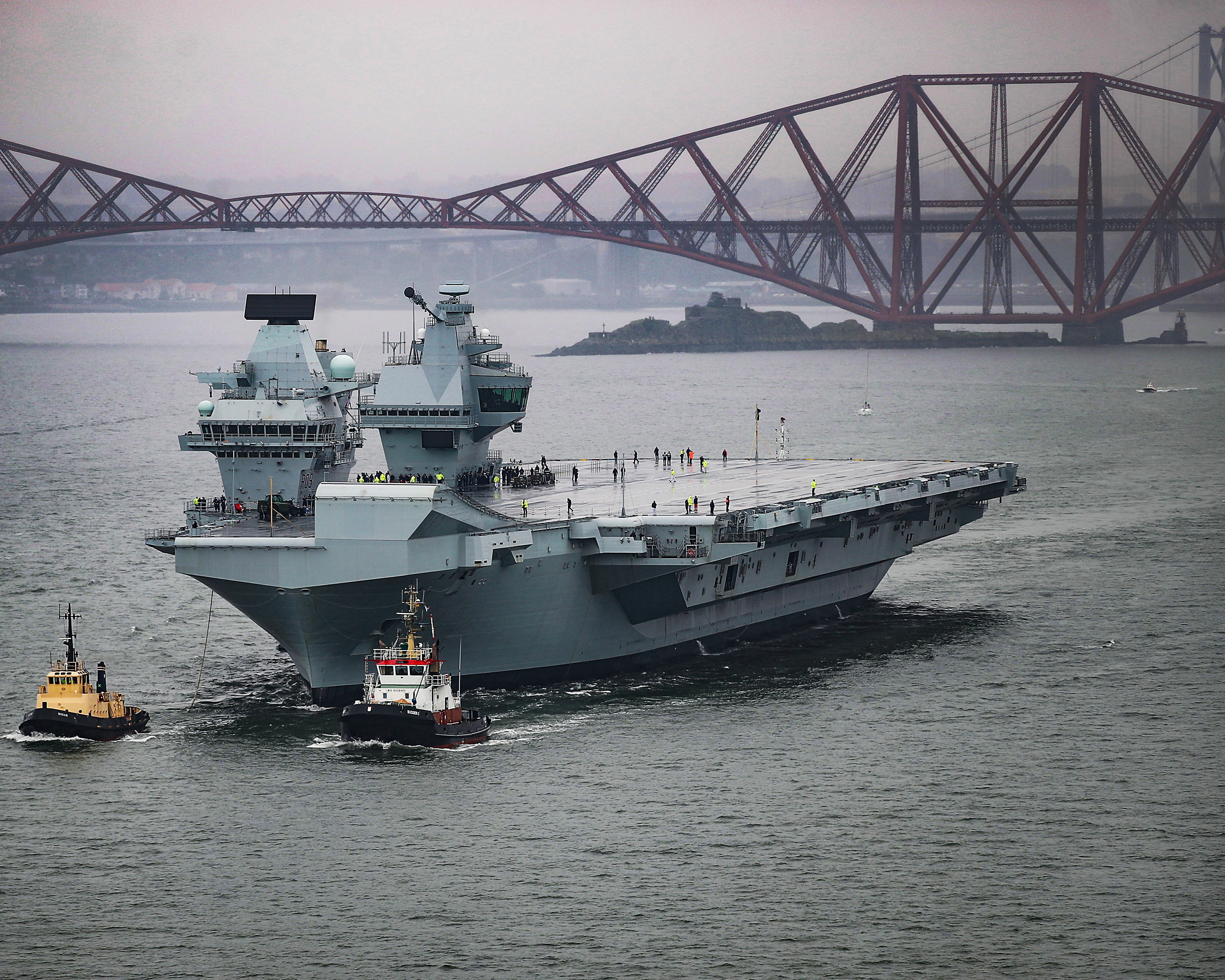
Le tout dernier porte-avions britannique, le Prince de Galles, quittant l'arsenal de Rosyth pour la première fois. Le navire de guerre de 65 000 tonnes est spécialement conçu pour transporter l' avion F-35B Lightning II. Il est sorti de construction deux ans après son jumeau le HMS Queen Elizabeth.

Le HMS Prince of Wales (pennant number, numéro de coque, R09) est l'un des deux porte-aéronefs de la marine britannique de la classe Queen Elizabeth.
Du fait de l'absence de catapultes ou de brin d'arrêt, le Prince of Wales est destiné à accueillir des avions de type VSTOL (Vertical or Short Take Off and Landing). De ce fait, il devrait accueillir principalement des avions multirôles de 5ème génération F-35 B Lightning II ainsi que des hélicoptères Merlin Mk2, destinés à l'alerte aérienne avancée et à la lutte anti-sous-marine. Sa conception met l'accent sur la flexibilité, avec une capacité d'accueil de 250 hommes du corps des Royal Marines et de leur soutien logistique et notamment de transport de troupes (comme par exemple des hélicoptères Chinook)

## Historique
Son entrée en service a été reportée à la suite des restrictions dans le budget de la défense survenues après la crise économique de 2008. Il est finalement lancé le 21 décembre 2017.
Lui et son navire-jumeau, le HMS Queen Elizabeth, ont été développés afin de répondre aux besoins des forces armées britanniques. Il est le huitième navire de l'histoire de la Marine britannique à porter le nom de HMS Prince of Wales.
Le 16 novembre 2019, il rallie HMNB Portsmouth, la grande base navale du sud de l’Angleterre.
Après deux ans d'essais, il est déclaré pleinement opérationnel le 1er octobre 2021.

## Conception
Le 25 juillet 2007, le secrétaire à la Défense britannique, Desmond Browne, annonce un budget de 3,8 milliards de livres sterling pour le développement et la construction de deux nouveaux porte-avions de classe classe Queen Elizabeth. Le premier d'entre eux est commandé courant mai 2008 et lancé le 4 juillet 2014.
Tout comme son navire jumeau Queen Elizabeth, la conception originale de 2008 du Prince of Wales prévoyait d'opérer à son bord des avions F-35B Lightning II à décollage court et atterrissage vertical (STOVL) à partir d'un tremplin. Cependant, en mai 2010, le gouvernement a publié son très attendu "Strategic Defence and Security Review 2010" (SDSR), qui indiquait que le « Prince de Galles » serait converti avec un système de catapultage CATOBAR, utilisant l'avion F-35C (sans capacités d'atterrissage vertical). Une étude de 18 mois a commencé pour la conversion, mais a finalement déterminé que cela entraînerait de graves conséquences en termes de coûts et de retards. En mai 2012, le gouvernement a annoncé qu'il revenait sur sa décision de convertir le «Prince of Wales» et que le navire serait construit selon sa conception STOVL d'origine,.
Le SDSR exposait également que le Royaume-Uni n'avait besoin que d'un seul porte-avions, mais les clauses de pénalité dans le contrat impliquaient que l'annulation du «Prince of Wales» coûterait plus cher que sa construction. Par conséquent, le gouvernement a prévu de construire le Prince of Wales, puis de le placer en réserve ou de le vendre à un pays allié. Mais à l'inverse, en 2012, la Royal Navy a publié sa revue annuelle, intitulée « A Global Force 2012/13 », déclarant que les deux porte-avions étaient « susceptibles d'être mis en service et peuvent même être capables de fonctionner ensemble ».
Il est assemblé par BAE Systems Maritime – Naval Ships en Écosse à Rosyth, officiellement baptisé le 8 septembre 2017 par Camilla, duchesse de Rothesay, épouse du prince de Galles de l'époque, Charles. Le 21 décembre 2017, le Prince of Wales est sorti de la cale sèche n°1 de Rosyth pour la première fois et a été manœuvré jusqu'à une jetée à proximité pour son aménagement et une intégration plus poussée des systèmes.

## Service opérationnel
Le porte-avions est déclaré admis au service opérationnel en décembre 2019 et prend part à un exercice international au large des côtes écossaises, avec son navire-jumeau, le HMS Queen Elizabeth. Il connaît à cette occasion plusieurs avaries, dont deux inondations causant des dégâts importants à ses installations électriques.
A compter du 1er janvier 2022, le Prince of Wales prend le rôle de navire de commandement de la composante maritime de la force de réaction de l'OTAN, succédant à la Marine Nationale française, avec des manœuvres prévues pendant 20 mois dans l'océan Arctique, la mer Baltique et la Méditerranée, avec un premier exercice, Cold Response 22 afin de mettre à l'épreuve son équipage dans ce rôle.
Le 27 août 2022, le bâtiment quitte le port de Portsmouth pour l'exercice Westland 22 avec l'US Navy, la Royal Canadian Navy et l'US Marine Corps puis en vue d'héberger, à New-York, la conférence sur the Atlantic Future Forum trade and economic conference.
Le 29 août 2022, le Prince Of Wales fait face des défaillances mécaniques alors qu'il évolue dans la zone sud d'exercices du Royaume-Uni, ce qui oblige le bâtiment à s'ancrer à proximité de l'île de Wight.
Un premier examen conclut à une rupture d’un accouplement SKF au niveau de sa ligne d’arbre d’hélice à tribord, ce qui contraint la Royal Navy à ramener le porte-avions à l'arsenal de Rosyth pour réparation, avec un espoir de retour au service actif au printemps 2023. Cependant, il est apparu que l'arbre d'hélice bâbord présentait les mêmes défauts et nécessitait un remplacement préventif. Toutefois, la facture de réparation est passée de 5 millions de £ à 25 millions de £, avec un retour au service actif à l'automne 2023.
Une enquête est actuellement en cours pour déterminer s'il s'agit d'un défaut de conception, avec le risque que le HMS Queen Elizabeth soit touché par les mêmes défauts.
Le Daily Mail a rapporté que la Royal Navy avait entamé une cannibalisation du bâtiment, notamment en démontant des chaînes d'ascenseur et des sections des turbines à gaz qui doivent être montées sur son navire-jumeau, pour remplacer des pièces défectueuses ou usagées et le maintenir en état de naviguer. La Royal Navy assure qu'elle a toujours l'intention que le Prince of Wales reprenne le service actif dès le mois d'août 2023.
La situation est à mettre en lumière avec les conditions de construction du Prince of Wales au regard des besoins de la Royal Navy, tels que repris dans le SDSR.